# Süloğlu
Süloğlu es una ciudad y distrito de la provincia de Edirne, Turquía. 